# Emidio Cerulli
Emidio Cerulli (Teramo, 28 marzo 1850 – Giulianova, 1º aprile 1909) è stato un politico italiano.

## Biografia
Membro di una delle più importanti famiglie di Teramo, figlio di don Serafino e di donna Elena Arena e fratello dell'astronomo Vincenzo Cerulli, fu un noto esponente dei liberali teramani sin da giovanissimo. Nel 1878 fu nominato sindaco di Teramo, rimanendo in carica fino al 1889, anno in ebbero luogo le prime elezioni consiliari del sindaco che videro trionfare Berardo Costantini. Tra le sue principali opere a Teramo, la sistemazione della centrale piazza Garibaldi con i viali e la villa comunale. Ritiratosi a Giulianova dopo il 1889, continuò a ricoprire uffici pubblici in quel comune. Dal 1901 alla morte fu presidente della Deputazione provinciale di Teramo.
Sposato con Ernesta Casamarte Treccia, morì il 1º aprile 1909 dopo una breve malattia, all'età di cinquantanove anni.